# ديان بلكينغتون
ديان بلكينغتون (بالإنجليزية: Dianne Pilkington)‏ هي مغنية وممثلة بريطانية، ولدت في 7 يونيو 1975 في ويغان في المملكة المتحدة.

## وصلات خارجية
- ديان بلكينغتون على موقع IMDb (الإنجليزية)
- ديان بلكينغتون على موقع أول موفي (الإنجليزية)
- ديان بلكينغتون على موقع قاعدة بيانات الفيلم (الإنجليزية)